# Patrick Francis Lyons

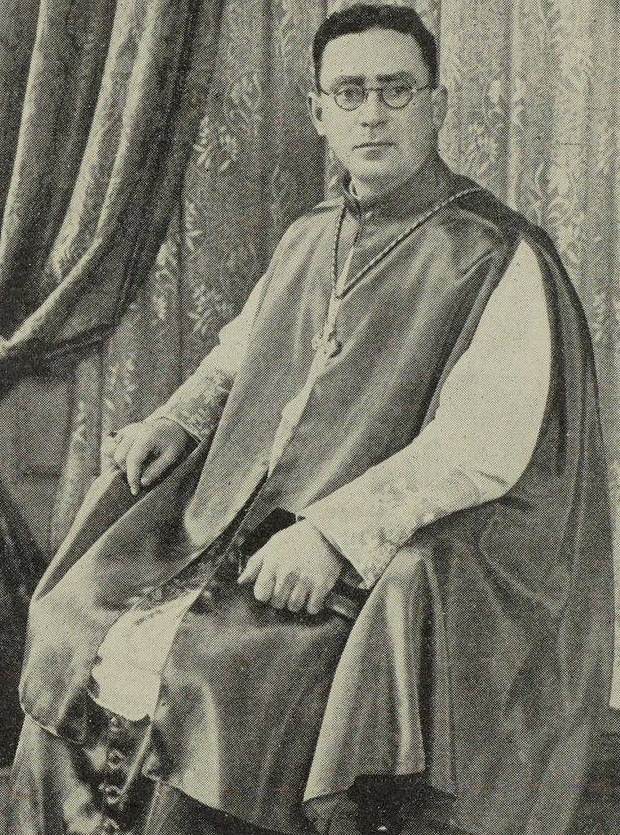
Bild anlässlich seiner Bischofsweihe

Patrick Francis Lyons (* 6. Januar 1903 in North Melbourne; † 13. August 1967 in East Melbourne) war ein australischer Geistlicher.

## Leben
Patrick Lyons wurde 1903 in Melbourne geboren. Er war das zweite Kind von Patrick Joseph Lyons und seiner Frau Catherine Cecilla McMahon, die in Irland geboren war. Er besuchte die St Mary's Primary School, West Melbourne und später die St. Joseph’s CBC North Melbourne, die von den Christian Brothers betrieben wurde. Nach seinem Abitur schrieb er sich am St Kevin's College ein. 1918 wurde er Angestellter im Marineministerium. Vier Jahre später kündigte er und schlug die kirchliche Laufbahn ein. Er besuchte das St. Columba's College, das St. Patrick's College in Melbourne und 1923 die Päpstliche Universität Urbaniana. 
Am 6. Januar 1927 weihte Kardinal Wilhelmus Marinus van Rossum CSSR, Präfekt der Congregatio de Propaganda Fide, ihn zum Priester. Nachdem er im Juni desselben Jahres seinen Doktor der Theologie erlangt hatte, kehrte Lyons nach Australien zurück und war dann als Pfarrer in Collingwood, Geelong und Brunswick tätig, bevor er 1935 an der St. Patrick’s Cathedral wirkte. 1938 wurde er Verwalter der Kathedrale, Kanzler der Kurie und Privatsekretär von Erzbischof Mannix. 1939 wurde er Generalvikar von Melbourne. Im selben Jahr gründete er den St. Patrick's Boys' Choir und die Chorschule, in die auch Mitglieder der Wiener Sängerknaben aufgenommen wurden, die nach Ausbruch des Zweiten Weltkriegs vertrieben worden waren. 1940 wurde er in Anerkennung seiner Verdienste um die italienische Gemeinde in Victoria zum cavaliere della Corona d'Italia ernannt.
Papst Pius XII. ernannte ihn am 16. März 1944 zum Bischof von Christchurch. Am 2. Juli 1944 weihte Daniel Mannix, Erzbischof von Melbourne, ihn zum Bischof. Mitkonsekratoren waren Hugh John O’Neill, Koadjutor-Bischof von Dunedin, und Matthew Beovich, Erzbischof von Adelaide. Am 6. August 1944 wurde er inthronisiert. Lyons war sechs Jahre lang Bischof von Christchurch. Eine bemerkenswerte Errungenschaft während dieser Zeit war die Gründung des Holy Name Seminary in Christchurch. Die Errichtung dieses Seminars und die Einladung an die Jesuiten, es zu betreuen, geschah größtenteils auf Lyons‘ Initiative 
Am 8. März 1950 ernannte der Papst ihn zum Weihbischof in Sydney und Titularbischof von Cabasa. Am 11. Oktober 1956 ernannte der Papst ihn zum Koadjutor-Bischof von Sale. Als am 13. August 1967 Richard Ryan starb, folgte er ihm als Bischof nach. Er galt als konservativ, autoritär und distanziert, nahm von 1962 bis 1965 am Zweiten Vatikanischen Konzil teil und blieb bei der Umsetzung der Reformen des Konzils vorsichtig.
Lyons nahm an allen vier Sitzungsperioden des Zweiten Vatikanischen Konzils als Konzilsvater teil.
Er starb im Alter von 64 Jahren in East Melbourne an Krebs und wurde in der St. Mary’s Cathedral in Sale beigesetzt.